# Lorenzo Baldassarri
Lorenzo Baldassarri (6 de noviembre de 1996, San Severino Marche, Italia) es un piloto de motociclismo Italiano que participa en el Campeonato Mundial de Supersport con el Orelac Racing Verdnatura.

## Biografía
Después de ganar el campeonato italiano MiniGP de 50cc de 2007 y terminar segundo en el Campeonato Catalán PreGP de 2009, en 2011 terminó en octavo lugar en la clase 125 del campeonato italiano de velocidad al conseguir 39 puntos con la Aprilia RS 125 del equipo Ellegi Racing. También en 2011 ganó la Red Bull MotoGP Rookies Cup al conseguir en catorce carreras 208 puntos, con dos victorias y seis podios.
Continuó en la Red Bull MotoGP Rookies Cup en 2012, sin poder conseguir otro campeonato, terminó octavo con 101 puntos y una victoria de la temporada. En el mismo año corrió en el campeonato español de Moto3, ocupando el octavo lugar en la clasificación con 44 puntos.

### Moto3
En 2013 hizo su debut en el Campeonato Mundial de Moto3 en el equipo GO&FUN Gresini Moto3, manejando una Honda FTR M313, disputó 17 carreras sin conseguir puntos.

### Moto2
En 2014 pasa a Moto2, con el mismo equipo; Xavier Siméon fue su compañero de equipo. Al llegar en la undécima posición en el Gran Premio de Cataluña anota los primeros puntos de su carrera en el Campeonato del Mundo. Su mejor resultado fue el noveno lugar en los Países Bajos y terminó la temporada en el puesto 25 con 20 puntos.
En 2015 pasa al equipo Forward Racing, quien le confió una Kalex; su compañero de equipo fue Simone Corsi. En el Gran Premio de Australia, terminó tercero y consiguió su primer podio en el Campeonato Mundial. Terminó la temporada en el noveno lugar en la clasificación final con 96 puntos.
En 2016 se mantuvo en el mismo equipo, como compañero de equipo de Luca Marini. Obtuvo un segundo lugar en Italia. El 11 de septiembre de 2016, con motivo del Gran Premio de San Marino consigue su primera victoria en el Campeonato del Mundo cuatro temporadas después de la última victoria de un italiano en Moto2 obtenida por Andrea Iannone en el Gran Premio de Italia de 2012. Concluyó la temporada en la octava posición con 127 puntos.

## Resultados

### Campeonato del Mundo de Motociclismo
Sistema de puntuación de 1993 hasta 2022:
| Posición | 1.º | 2.º | 3.º | 4.º | 5.º | 6.º | 7.º | 8.º | 9.º | 10.º | 11.º | 12.º | 13.º | 14.º | 15.º |
| Puntos   | 25  | 20  | 16  | 13  | 11  | 10  | 9   | 8   | 7   | 6    | 5    | 4    | 3    | 2    | 1    |

#### Por temporada
| Temp. | Cat.  | Moto      | Equipo                   | N.º | Carreras | Victorias | Podios | Poles | V.Ráp. | Pts. | Pos. |
| ----- | ----- | --------- | ------------------------ | --- | -------- | --------- | ------ | ----- | ------ | ---- | ---- |
| 2013  | Moto3 | FTR Honda | GO&FUN Gresini Moto3     | 77  | 17       | 0         | 0      | 0     | 0      | 0    | NC   |
| 2014  | Moto2 | Suter     | Gresini Moto2            | 7   | 18       | 0         | 0      | 0     | 0      | 20   | 25.º |
| 2015  | Moto2 | Kalex     | Forward Racing           | 7   | 17       | 0         | 1      | 0     | 0      | 96   | 9.º  |
| 2016  | Moto2 | Kalex     | Forward Team             | 7   | 17       | 1         | 2      | 0     | 0      | 127  | 8.º  |
| 2017  | Moto2 | Kalex     | Forward Racing Team      | 7   | 16       | 0         | 0      | 0     | 0      | 51   | 16.º |
| 2018  | Moto2 | Kalex     | Pons HP40                | 7   | 18       | 1         | 5      | 2     | 4      | 162  | 5.º  |
| 2019  | Moto2 | Kalex     | FlexBox HP 40            | 7   | 19       | 3         | 3      | 0     | 1      | 171  | 7.º  |
| 2020  | Moto2 | Kalex     | FlexBox HP 40            | 7   | 15       | 0         | 1      | 0     | 0      | 71   | 12.º |
| 2021  | Moto2 | MV Agusta | MV Agusta Forward Racing | 7   | 14       | 0         | 0      | 0     | 0      | 3    | 31.º |
| Total |       |           |                          |     | 151      | 5         | 12     | 2     | 5      | 701  |      |

#### Carreras por año
(Carreras en negrita indica pole position, carreras en cursiva indica vuelta rápida)
| Año  | Clase | Moto      | 1       | 2       | 3       | 4       | 5       | 6       | 7       | 8       | 9       | 10      | 11      | 12      | 13      | 14     | 15      | 16     | 17      | 18      | 19      | Pos. | Pts. |
| ---- | ----- | --------- | ------- | ------- | ------- | ------- | ------- | ------- | ------- | ------- | ------- | ------- | ------- | ------- | ------- | ------ | ------- | ------ | ------- | ------- | ------- | ---- | ---- |
| 2013 | Moto3 | FTR Honda | QAT 28  | AME Ret | SPA 22  | FRA Ret | ITA 23  | CAT 21  | NED 20  | GER Ret | IND Ret | CZE Ret | GBR 18  | RSM 23  | ARA 26  | MAL 23 | AUS 24  | JPN 17 | VAL 20  |         |         | NC   | 0    |
| 2014 | Moto2 | Suter     | QAT Ret | AME Ret | ARG 28  | SPA Ret | FRA 20  | ITA 23  | CAT 11  | NED 9   | GER Ret | IND 17  | CZE Ret | GBR Ret | RSM 25  | ARA 25 | JPN 17  | AUS 14 | MAL 17  | VAL 10  |         | 25.º | 20   |
| 2015 | Moto2 | Kalex     | QAT 10  | AME 26  | ARG 8   | SPA 13  | FRA 21  | ITA 10  | CAT 10  | NED Ret | GER 8   | IND     | CZE Ret | GBR Ret | RSM 7   | ARA 10 | JPN 12  | AUS 3  | MAL 5   | VAL 4   |         | 9.º  | 96   |
| 2016 | Moto2 | Kalex     | QAT DNS | ARG 13  | AME 23  | SPA 17  | FRA 17  | ITA 2   | CAT 14  | NED 5   | GER 5   | AUT 8   | CZE 16  | GBR 6   | RSM 1   | ARA 7  | JPN Ret | AUS 4  | MAL 4   | VAL 14  |         | 8.º  | 127  |
| 2017 | Moto2 | Kalex     | QAT 8   | ARG 4   | AME Ret | SPA 11  | FRA Ret | ITA Ret | CAT 4   | NED DNS | GER     | CZE 18  | AUT Ret | GBR 29  | RSM Ret | ARA 13 | JPN 10  | AUS 14 | MAL Ret | VAL 15  |         | 16.º | 51   |
| 2018 | Moto2 | Kalex     | QAT 2   | ARG 4   | AME 10  | SPA 1   | FRA Ret | ITA 2   | CAT 7   | NED 26  | GER Ret | CZE 4   | AUT 26  | GBR C   | RSM 6   | ARA 3  | THA Ret | JPN 2  | AUS 22  | MAL 6   | VAL Ret | 5.º  | 162  |
| 2019 | Moto2 | Kalex     | QAT 1   | ARG 1   | AME Ret | SPA 1   | FRA Ret | ITA 4   | CAT Ret | NED Ret | GER 7   | CZE 11  | AUT 4   | GBR 7   | RSM 10  | ARA 8  | THA 25  | JPN 4  | AUS 5   | MAL 7   | VAL 17  | 7.º  | 171  |
| 2020 | Moto2 | Kalex     | QAT 2   | SPA 8   | AND Ret | CZE 22  | AUT 11  | EST 15  | RSM 11  | ERM 25  | CAT Ret | FRA 8   | ARA 20  | TER Ret | EUR 5   | VAL 10 | POR 9   |        |         |         |         | 12.º | 71   |
| 2021 | Moto2 | MV Agusta | QAT Ret | DOH 20  | POR 14  | SPA 15  | FRA 18  | ITA Ret | CAT 23  | GER Ret | NED     | EST 21  | AUT DNS | GBR Ret | ARA     | RSM 24 | AME 22  | ERM 20 | ALG Ret | VAL DNS |         | 31.º | 3    |

### Campeonato Mundial de Supersport

#### Por temporada
| Temp. | Moto               | Equipo                          | N.º   | Carreras | Victorias | Podios | Poles | V.Rap. | Pts. | Pos.  |
| ----- | ------------------ | ------------------------------- | ----- | -------- | --------- | ------ | ----- | ------ | ---- | ----- |
| 2022  | Yamaha YZF-R6      | Evan Bros. WorldSSP Yamaha Team | 7     | 24       | 4         | 16     | 2     | 4      | 388  | 2.º   |
| 2024  | Ducati Panigale V2 | Orelac Racing Verdnatura        | 7     | 4        | 0         | 0      | 0     | 0      | 7*   | 16.º* |
| Total | Total              | Total                           | Total | 28       | 4         | 16     | 2     | 4      | 395  |       |

- * Temporada en curso.

#### Carreras por año
(Carreras en negrita indica pole position, carreras en cursiva indica vuelta rápida)
| Año  | Moto   | 1       | 1     | 2       | 2      | 3     | 3     | 4     | 4     | 5     | 5     | 6     | 6     | 7     | 7     | 8     | 8     | 9     | 9     | 10    | 10    | 11      | 11    | 12    | 12    | Pos.  | Pts. |
| Año  | Moto   | R1      | R2    | R1      | R2     | R1    | R2    | R1    | R2    | R1    | R2    | R1    | R2    | R1    | R2    | R1    | R2    | R1    | R2    | R1    | R2    | R1      | R2    | R1    | R2    | Pos.  | Pts. |
| ---- | ------ | ------- | ----- | ------- | ------ | ----- | ----- | ----- | ----- | ----- | ----- | ----- | ----- | ----- | ----- | ----- | ----- | ----- | ----- | ----- | ----- | ------- | ----- | ----- | ----- | ----- | ---- |
| 2022 | Yamaha | SPA 1   | SPA 2 | NED Ret | NED 2  | POR 2 | POR 3 | ITA 2 | ITA 2 | GBR 2 | GBR 2 | CZE 1 | CZE 1 | FRA 1 | FRA 5 | SPA 2 | SPA 4 | POR 2 | POR 7 | ARG 9 | ARG 3 | INA Ret | INA 9 | AUS 4 | AUS 3 | 2.º   | 388  |
| 2024 | Ducati | AUS Ret | AUS 9 | SPA 26  | SPA 16 | NED   | NED   | ITA   | ITA   | GBR   | GBR   | CZE   | CZE   | POR   | POR   | HUN   | HUN   | FRA   | FRA   | ITA   | ITA   | SPA     | SPA   | SPA   | SPA   | 16.º* | 7*   |

- * Temporada en curso.

### Campeonato Mundial de Superbikes

#### Por temporada
| Temp. | Moto          | Equipo       | Carreras | Victorias | Podios | Poles | V.Ráp. | Pts | Pos  |
| ----- | ------------- | ------------ | -------- | --------- | ------ | ----- | ------ | --- | ---- |
| 2023  | Yamaha YZF-R1 | GMT94 Yamaha | 36       | 0         | 0      | 0     | 0      | 20  | 18.º |
| Total |               |              | 36       | 0         | 0      | 0     | 0      | 20  |      |

#### Carreras por año
(Carreras en negrita indica pole position, carreras en cursiva indica vuelta rápida)
| Año  | Moto   | 1      | 1      | 1      | 2      | 2      | 2      | 3      | 3      | 3      | 4      | 4      | 4       | 5      | 5      | 5       | 6      | 6      | 6      | 7       | 7      | 7      | 8      | 8       | 8       | 9       | 9      | 9      | 10     | 10     | 10     | 11     | 11     | 11     | 12     | 12     | 12     | Pos. | Pts |
| Año  | Moto   | R1     | CS     | R2     | R1     | CS     | R2     | R1     | CS     | R2     | R1     | CS     | R2      | R1     | CS     | R2      | R1     | CS     | R2     | R1      | CS     | R2     | R1     | CS      | R2      | R1      | CS     | R2     | R1     | CS     | R2     | R1     | CS     | R2     | R1     | CS     | R2     | Pos. | Pts |
| ---- | ------ | ------ | ------ | ------ | ------ | ------ | ------ | ------ | ------ | ------ | ------ | ------ | ------- | ------ | ------ | ------- | ------ | ------ | ------ | ------- | ------ | ------ | ------ | ------- | ------- | ------- | ------ | ------ | ------ | ------ | ------ | ------ | ------ | ------ | ------ | ------ | ------ | ---- | --- |
| 2023 | Yamaha | AUS 17 | AUS 16 | AUS 16 | INA 15 | INA 15 | INA 14 | NED 16 | NED 20 | NED 13 | SPA 17 | SPA 17 | SPA Ret | ITA 15 | ITA 12 | ITA Ret | GBR 14 | GBR 16 | GBR 19 | ITA Ret | ITA 18 | ITA 16 | CZE 16 | CZE Ret | CZE Ret | FRA Ret | FRA 14 | FRA 13 | SPA 17 | SPA 21 | SPA 16 | POR 16 | POR 16 | POR 13 | SPA 12 | SPA 12 | SPA 15 | 18.º | 20  |